# María Cornelia Olivares
María Cornelia Olivares, död efter 1817, var en aktör i det Chilenska självständighetskriget och betraktas som en av självständighetsrörelsens frihetshjältinnor.  Hon höll offentliga tal där hon talade för en frigörelse från Spanien. Hon förklarades för hedersmedborgare 1818. 